# Ixoroideae
Ixoroideae – podrodzina w obrębie rodziny marzanowatych (Rubiaceae). Obejmuje ok. 1,5 tys. gatunków występujących głównie w strefie równikowej, zwłaszcza na kontynentach amerykańskich.

## Systematyka
Podział na taksony niższej rangi:
Plemię Airospermeae Kainul. & B.Bremer
- Airosperma K.Schum. & Lauterb.
- Boholia Merr.

Plemię Alberteae Hook.f.
- Alberta E.Mey.
- Aulacocalyx Hook.f.

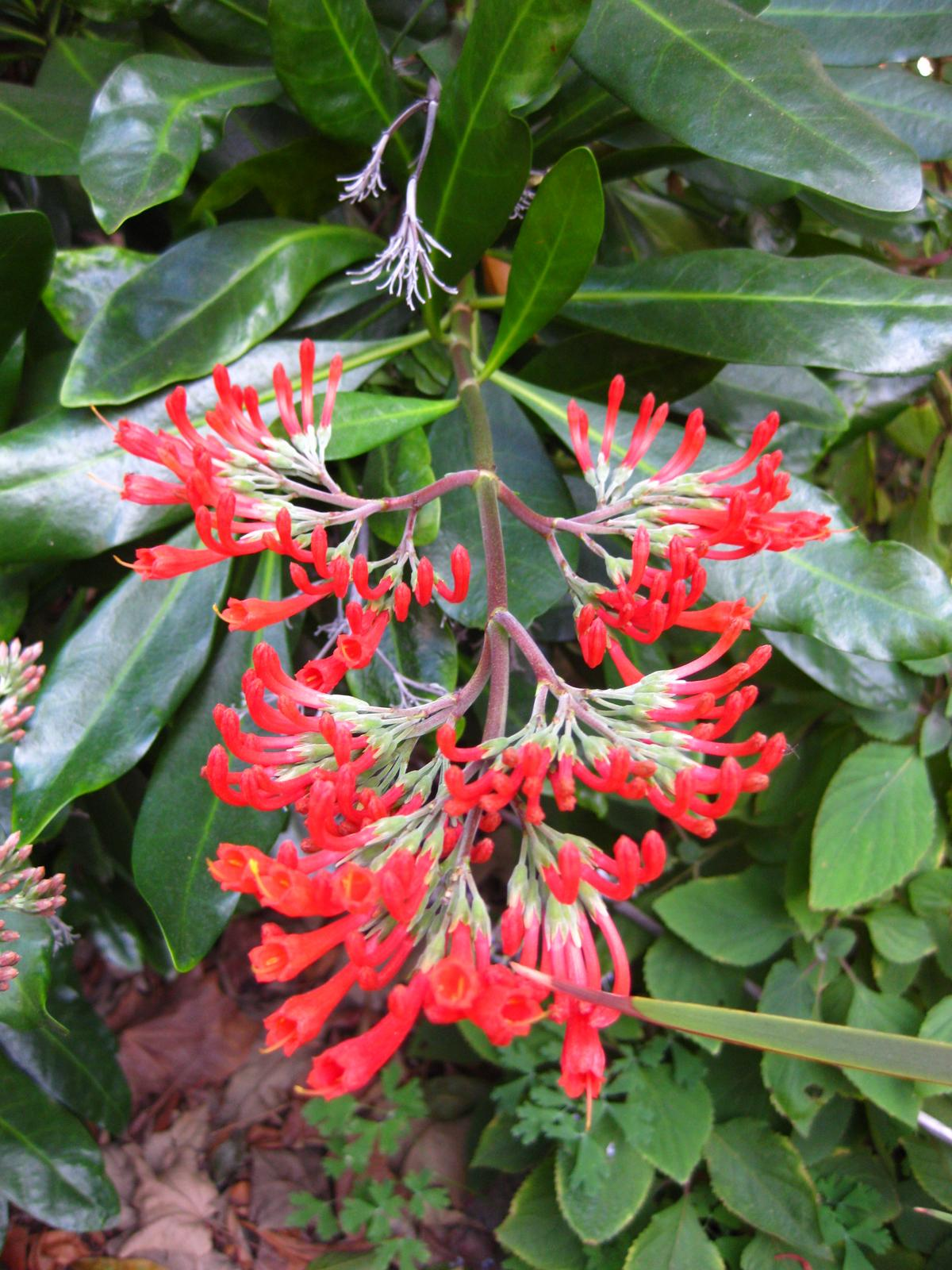
Alberta magna

- Razafimandimbisonia Kainul. & B.Bremer

Plemię Aleisanthieae Mouly, J.Florence & B.Bremer
- Aleisanthia Ridl.
- Aleisanthiopsis Tange
- Greeniopsis Merr.

Plemię Augusteae Kainul. & B.Bremer
- Augusta Pohl
- Guihaiothamnus H.S.Lo
- Wendlandia Bartl. ex DC.

Plemię Bertiereae Bridson
- Bertiera Aubl.

Plemię Coffeeae DC.
- Argocoffeopsis Lebrun
- Belonophora Hook.f.
- Calycosiphonia Pierre ex Robbr.
- Coffea L. – kawowiec
- Diplospora DC.
- Discospermum Dalzell
- Empogona Hook.f.
- Nostolachma T.Durand
- Sericanthe Robbr.
- Tricalysia A.Rich. ex DC.
- Xantonnea Pierre ex Pit.

Plemię Condamineeae Hook.f.
- Alseis Schott
- Bathysa C.Presl
- Bothriospora Hook.f.
- Calycophyllum DC.
- Capirona Spruce
- Chimarrhis Jacq.
- Condaminea DC.
- Dialypetalanthus Kuhlm.
- Dioicodendron Steyerm.
- Dolichodelphys K.Schum. & K.Krause
- Dolicholobium A.Gray
- Elaeagia Wedd.
- Emmenopterys Oliv.
- Ferdinandusa Pohl
- Hippotis Ruiz & Pav.
- Macbrideina Standl.
- Macrocnemum P.Browne
- Mastixiodendron Melch.
- Mussaendopsis Baill.
- Parachimarrhis Ducke
- Pentagonia Benth.
- Picardaea Urb.
- Pinckneya Michx.
- Pogonopus Klotzsch
- Rustia Klotzsch
- Schizocalyx Wedd.
- Simira Aubl.
- Sommera Schltdl.
- Tammsia H.Karst.
- Warszewiczia Klotzsch
- Wittmackanthus Kuntze

Plemię Cordiereae A.Rich. ex DC. emend. Mouly
- Agouticarpa C.H.Perss.
- Alibertia A.Rich. ex DC.
- Amaioua Aubl.
- Botryarrhena Ducke
- Cordiera A.Rich. ex DC.
- Duroia L.f.
- Glossostipula Lorence
- Kutchubaea Fisch. ex DC.
- Melanopsidium Colla
- Riodocea Delprete
- Stachyarrhena Hook.f.
- Stenosepala C.H.Perss.

Plemię Cremasporeae Bremek. ex S.P.Darwin
- Cremaspora Benth.

Plemię Crossopterygeae F.White ex Bridson
- Crossopteryx Fenzl

Plemię Gardenieae A.Rich. ex DC.
- Adenorandia Vermoesen
- Agouticarpa C.H.Press.
- Aidia Lour.
- Aidiopsis Tirveng.
- Alleizettella Pit.
- Aoranthe Somers
- Atractocarpus Schltr. & K.Krause
- Aulacocalyx Hook.f.
- Benkara Adans.
- Brachytome Hook.f.
- Brenania Keay
- Bungarimba K.M.Wong
- Calochone Keay
- Casasia A.Rich
- Catunaregam Wolf
- Ceriscoides (Hook.f.) Tirveng.
- Coddia Verdc.
- Deccania Tirveng.
- Dioecrescis Tirveng.
- Duperrea Pierre ex Pit.
- Euclinia Salisb.
- Fosbergia Tirveng. & Sastre
- Gardenia J.Ellis
- Genipa L.
- Heinsenia K.Schum.
- Himalrandia T.Yamaz.
- Hyperacanthus E.Mey. ex Bridson
- Kailarsenia Tirveng.
- Kochummenia K.M.Wong
- Larsenaikia Tirveng.
- Macrosphyra Hook.f.
- Massularia (K.Schum.) Hoyle
- Morelia A.Rich ex DC.
- Oligocodon Keay
- Oxyceros Lour.
- Phellocalyx Bridson
- Pleiocoryne Rauschert
- Porterandia Ridl.
- Preussiodora Keay
- Pseudaidia Tirveng.
- Pseudomantalania J.-F.Leroy
- Randia L.
- Rosenbergiodendron Fagerl.
- Rothmannia Thunb.
- Rubovietnamia Triveng.
- Schumanniophyton Harms
- Sphinctanthus Benth.
- Tamilnadia Tirveng. & Sastre
- Tarennoidea Tirveng. & Sastre
- Tocoyena Aubl.
- Vidalasia Tirveng.

Plemię Greeneeae Mouly, J.Florence & B.Bremer
- Greenea Wight & Arn.

Plemię Henriquezieae Benth. & Hook.f.
- Gleasonia Standl.
- Henriquezia Spruce ex Benth.
- Platycarpum Bonpl.

Plemię Ixoreae Benth. & Hook.f.
- Ixora L. – iksora

Plemię Jackieae Korth.
- Jackiopsis Ridsdale

Plemię Mussaendeae Hook.f.
- Aphaenandra Miq.
- Bremeria Razafim. & Alejandro
- Heinsia DC.
- Landiopsis Capuron ex Bosser
- Mussaenda L.
- Neomussaenda Tange
- Pseudomussaenda Wernham
- Schizomussaenda H.L.Li

Plemię Octotropideae Bedd.
- Canephora Juss.
- Didymosalpinx Keay
- Feretia Delile
- Fernelia Comm. ex Lam.
- Galiniera Delile
- Hypobathrum Blume
- Jovetia Guédès
- Kraussia Harv.
- Lamprothamnus Hiern
- Lemyrea (A.Chev.) A.Chev. & Beille
- Nargedia Bedd.
- Octotropis Bedd.
- Paragenipa Baill.
- Polysphaeria Hook.f.
- Pouchetia A.Rich. ex DC.
- Ramosmania Tirveng. & Verdc.
- Villaria Rolfe

Plemię Pavetteae A.Rich. ex Dumort.
- Cladoceras Bremek.
- Coptosperma Hook.f.
- Leptactina Hook.f.
- Nichallea Bridson
- Paracephaelis Baill.
- Pavetta L.
- Robbrechtia De Block
- Rutidea DC.
- Tarenna Gaertn.

Plemię Posoquerieae Delprete
- Molopanthera Turcz.
- Posoqueria Aubl.

Plemię Retiniphylleae Hook.f.
- Retiniphyllum Humb. & Bonpl.

Plemię Sabiceeae Bremek.
- Hekistocarpa Hook.f.
- Pentaloncha Hook.f.
- Sabicea Aubl.
- Stipularia P.Beauv.
- Tamridaea Thulin & B.Bremer
- Temnopteryx Hook.f.
- Virectaria Bremek.

Plemię Scyphiphoreae Kainul. & B.Bremer
- Scyphiphora C.F.Gaertn.

Plemię Sherbournieae Mouly & B.Bremer
- Atractogyne Pierre
- Mitriostigma Hochst.
- Oxyanthus DC.
- Sherbournia G.Don

Plemię Sipaneeae Bremek.
- Chalepophyllum Hook.f.
- Dendrosipanea Ducke
- Limnosipanea Hook.f.
- Maguireothamnus Steyerm.
- Neblinathamnus Steyerm.
- Neobertiera Wernham
- Pteridocalyx Wernham
- Sipanea Aubl.
- Sipaneopsis Steyerm.
- Steyermarkia Standl.

Plemię Steenisieae Kainul. & B.Bremer
- Steenisia Bakh.f.

Plemię Trailliaedoxeae Kainul. & B.Bremer
- Trailliaedoxa W.W.Sm. & Forrest

Plemię Vanguerieae A.Rich. ex Dumort.
- Afrocanthium (Bridson) Lantz & B.Bremer
- Bullockia (Bridson) Razafim., Lantz & B.Bremer
- Canthium Lam.
- Cuviera DC.
- Cyclophyllum Hook.f.
- Eriosemopsis Robyns
- Everistia S.T.Reynolds & R.J.F.Hend.
- Fadogia Schweinf.
- Fadogiella Robyns
- Globulostylis Wernham
- Hutchinsonia Robyns
- Kanapia Arriola & Alejandro
- Keetia E.Philipps
- Meyna Roxb. ex Link
- Multidentia Gilli
- Peponidium (Baill.) Arènes
- Perakanthus Robyns ex Ridl.
- Plectroniella Robyns
- Psydrax Gaertn.
- Pygmaeothamnus Robyns
- Pyrostria Comm. ex A.Juss.
- Robynsia Hutch.
- Rytigynia Blume
- Temnocalyx Robyns
- Vangueria Juss.
- Vangueriella Verdc.
- Vangueriopsis Robyns